# Східноафриканське співтовариство
Східноафрика́нське співтовари́ство (САС) (англ. The East African Community (EAC)) — міжурядова організація, що включає в себе шість Східно-Африканських країн (Бурунді, Кенія, Руанда, Південний Судан, Танзанія, Уганда, Демократична Республіка Конго та Сомалі). Поль Кагаме, президент Руанди, є нинішнім головою Східноафриканського співтовариства. САС було засноване 1967 року, занепало 1977 року і було офіційно відроджено 7 липня 2000 року . 2008 року після переговорів зі спільнотою розвитку Півдня Африки і Економічним співтовариством країн Східної та Південної Африки, САС погодилось розширити зону вільної торгівлі та включити держави-члени всіх трьох спільнот. САС є одним із стовпів Африканського економічного співтовариства.
САС є потенційним попередником для створення Східно-Африканської Федерації. 2010 року САС запустило свій власний загальний ринок товарів, праці та капіталу в регіоні, з метою єдиної валюти до 2012 року та повної політичної федерації до 2023 року .

## Країни-учасниці
- Кенія (з січня 2001 року)
- Танзанія (з січня 2001 року)
- Уганда (з січня 2001 року)
- Бурунді (з листопада 2007 року)
- Руанда (з листопада 2007 року)
- Південний Судан (з квітня 2016 року)
- Заїр (з березня 2022 року)
- Сомалі (з березня 2024 року)

Регіон Східної Африки займає площу 1,8 мільйона квадратних кілометрів з населенням близько 132 млн (липень 2009) і має значні природні ресурси. У Кенії й Танзанії відносно мирним шляхом пройшло здобуття незалежності, на відміну від війн і громадянських заворушень, які мали місце в Руанді, Бурунді та Уганді. Сьогодні Східна Африка прагне до підтримання стабільності та процвітання в умовах триваючих конфліктів в ДР Конго і на Африканському розі. Найпоширенішими мовами Східної Африки є мови суахілі, англійська, кірунді та руандійська, хоча французька також поширена в Бурунді та Руанді.

## Дезінтегруючі фактори
У Східноафриканському співтоваристві практично створена зона вільної торгівлі, ведеться взаємне економічне співробітництво. Але статичний і динамічний ефект створення торгівлі та інвестицій мінімальний в силу переважаючого впливу дезінтегруючих факторів:
- низький рівень економічного розвитку країн-партнерів (в основі структури економіки — сільське господарство), Монокультурна товарна структура експорту; вузька виробнича база; нестійкість національних економік щодо світових економічних криз
- економічна диференціація між країнами за обсягом ВВП, темпів інфляції та дефіциту платіжних балансів
- відсутність політичної спільності, слабкість національних державних структур, що вимагає формування жорсткої інституційної структури з доданням наднаціональних функцій
- відсутність загальновживаної мови у регіоні[5]
- паралельна участь країн в інших африканських угрупованнях. Кенія та Уганда входять до складу КОМЕСА і в Міжурядовий орган з розвитку Східної Африки (ІГАД), а Танзанія — в САДК
- відсутність фіксованих тимчасових рамок щодо зниження мита
- невпевненість країн-членів у важливості та можливості досягнення поставлених цілей
- прийняття рішень, не підкріплених практичними кроками. Так, 1997 року введено єдиний східноафриканський документ для туристів, що не вимагає візи, але реальні заходи по вільному переміщенню осіб не прийняті досі [6]
- різнорідність у конфесійному плані, котра утворює складні конфліктні ситуації всередині країн регіону.[5]
- трайбалізм. Збільшення кількості міжетнічних сутичок, які складно врегульовувати на території майбутньої федерації.[5]

## Плани
Договір 2004 року передбачав митний союз з єдиною валютою — східноафриканським шилінгом, який повинен бути введений в обіг в період від 2011 до 2015 року. Існували також плани політичного союзу, Східно-Африканської Федерації, з загальним президентом (спочатку на ротаційній основі), і єдиний парламент до 2010 року. Однак деякі експерти, які як експерти з громадського кенійського Інституту суспільно-політичних досліджень і аналізу відзначили, що плани, які мали бути виконаними до 2010 року, були занадто амбіційними, оскільки ряд політичних, соціальних та економічних проблем ще не вирішені повністю .